# Anta de Adrenunes
L'Anta de Adrenunes est un dolmen situé près de Cabo da Roca dans la freguesia de Colares, sur le territoire de la municipalité de Sintra (district de Guarda, Portugal),.
Le mot anta est l'équivalent portugais d'« ante » (pilier terminal d'un temple grec ou romain), mais il est aussi employé pour désigner les pierres d'un dolmen ou le dolmen lui-même. Environ 5 000 structures mégalithiques de ce type ont été construites au Néolithique dans l'ouest de la péninsule Ibérique par les successeurs de la culture de la céramique cardiale ou Cardial.
Il est classé monument national depuis 1910 .

## Historique
Ce monument mégalithique est situé au sommet d'une colline à 426 m d'altitude, au sein du parc naturel de Sintra-Cascais (Parque Natural de Sintra-Cascais (pt)). Il s'agirait une chambre funéraire ou d'un mégalithe de l'âge de la pierre. Cette structure est constituée d'un amas d'orthostates de granit, entre lesquelles se trouve une galerie d'environ 5 m de hauteur, surmontée de monolithes reposant horizontalement sur des pierres verticales. On pense que ce passage a servi de nécropole collective ou de dolmen pendant la période mégalithique, bien qu'aucun artefact ni aucune chambre funéraire n'aient été découverts pour le prouver. Le site contient un repère géodésique inséré dans l'une des pierres supérieures. 

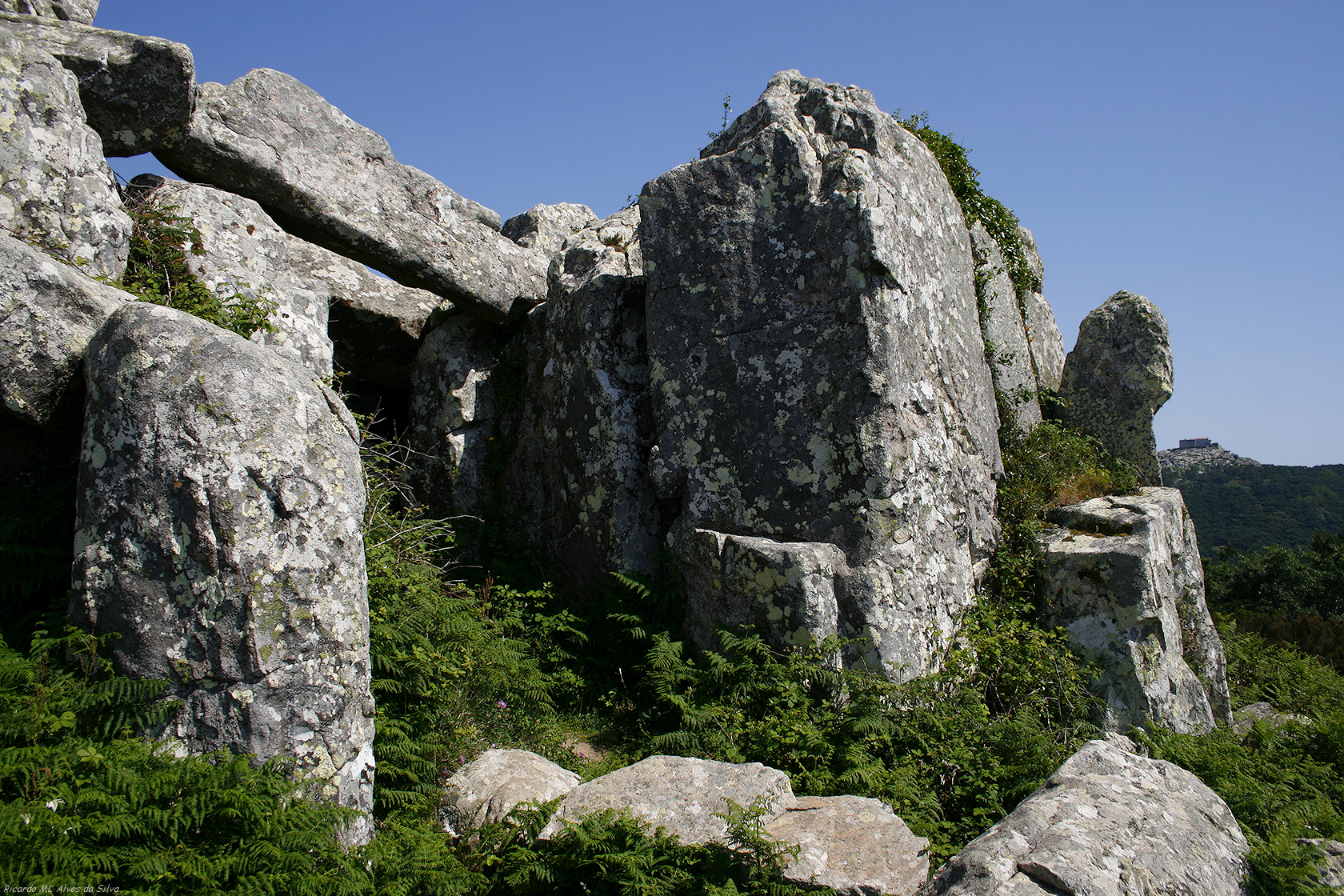
Face ouest et portail de l'Anta de Adrenunes

Les premières fouilles menées par Joaquim Possidonio Narciso da Silva (en) (1806-1896) n'ont révélé aucune trace d'usage funéraire. Cependant, Da Silva a présenté les résultats de ses recherches lors d'une session du Congrès international d'anthropologie et d'archéologie préhistorique en 1871, qualifiant le site de monument funéraire mégalithique. Des auteurs ultérieurs ont soutenu que le site associait des roches granitiques naturelles, également présentes ailleurs dans la région, à des éléments architecturaux. Ils soulignent la disposition des pierres et leur orientation par rapport au coucher du soleil, suggérant une structure mégalithique probablement d'origine naturelle, puis travaillée par l'homme. Des fouilles plus récentes ont fourni des preuves de l'intervention humaine, des coins de granit ayant été identifiés dans les fondations de certaines pierres. La forme approximativement rectangulaire de certaines roches suggère également une possible intervention humaine, bien que d'autres auteurs aient soutenu que le site n'était rien de plus qu'un amas naturel de roches.
La visite du site nécessite une marche d'environ un kilomètre depuis une route goudronnée. Il est relativement peu fréquenté, bien qu'il soit fréquenté lors des solstices et des équinoxes.